# Latarnia morska Ejlat
Latarnia morska Ejlat – latarnia morska położona na terytorium Izraela na zachodnim brzegu Zatoki Akaba, w odległości 1 km na północny wschód od granicy z Egiptem i 7 km na południowy zachód od miasta Ejlat.
Jest to szkieletowa wieża z latarnią i galerią u góry. Wieża jest pomalowana na biało, natomiast każda z sześciu nóg posiada namalowany poprzeczny czarny pas. Latarnia wskazuje port Ejlat.

## Dane techniczne
- Wysokość światła: 33 m n.p.m.
- Zasięg światła:
  - 9 Mm (białe)
- ARLHS ISR-002
- Admiralicja E6042
- NGA 112-30436